# Compartiment étanche

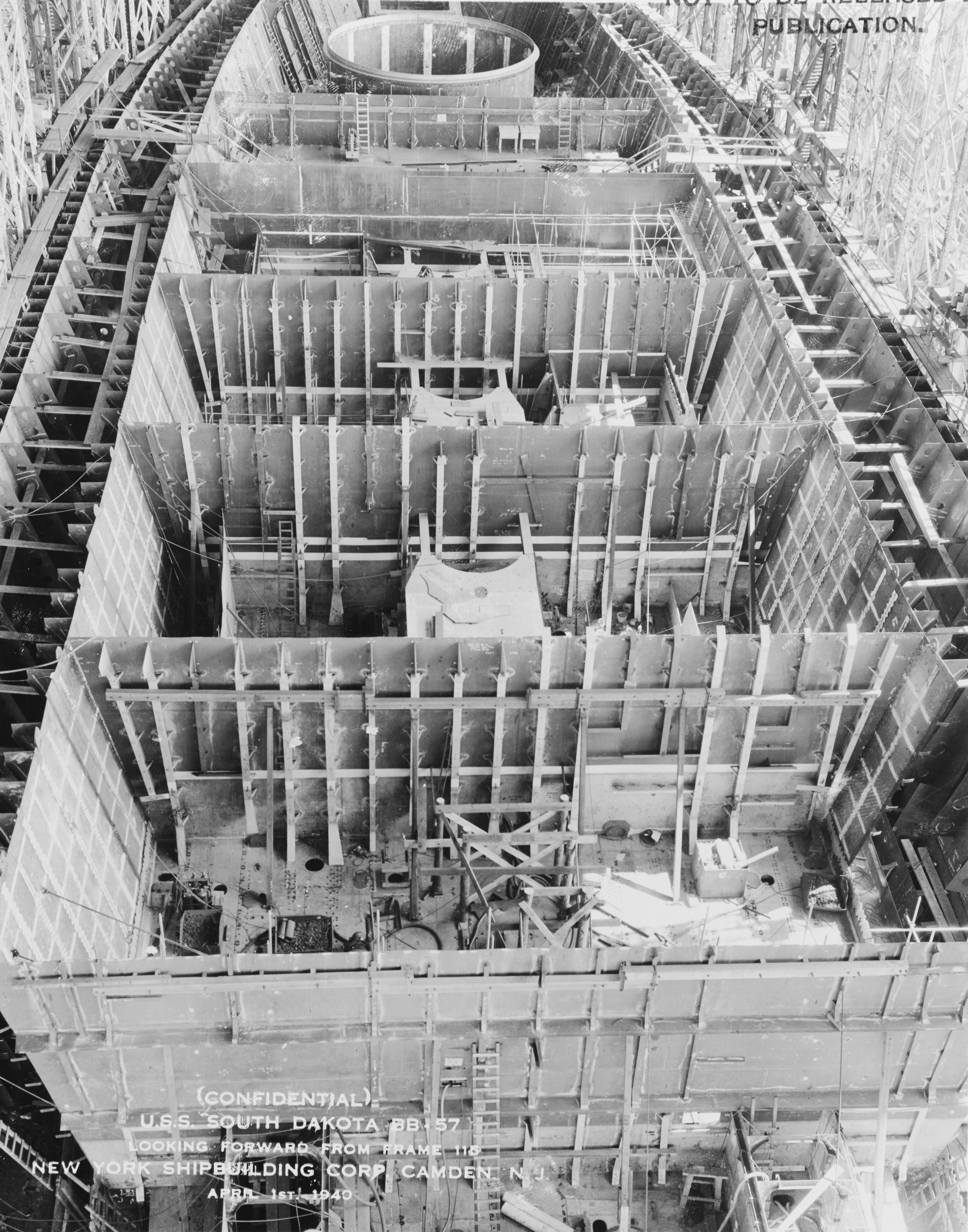
Compartiments d'un cuirassé en cours de construction.

Un compartiment étanche est un espace clos et étanche situé dans un navire. Séparé par des cloisons, il permet, lors de l'envahissement du navire par de l'eau à la suite d'une déchirure de la coque, d'empêcher le sinistre de s'étendre,.